# ملعب باتريوت كاندرابهاجا
ملعب باتريوت كاندرابهاجا (بالإندونيسية: Stadion Patriot Candrabhaga)‏ كان أسمه السابق ملعب بيكاسي (بالإنجليزية: Bekasi Stadium)‏ هو ملعب متعدد الأغراض يقع في مدينة بيكاسي، جاوة الغربية، إندونيسيا. يستخدم في مباريات كرة القدم، الملعب يستوعب 30 ألف متفرج، بُني الملعب من عام 1980 إلى 1982، أغلق في عام 2011 بسبب عمليات التوسيع، أعيد إفتتاحه في عام 2014 وأصبح ملعباً دولياً، الملعب مخصص لمباريات نادي بيرسيباسي بيكاسي، وايضاً يستخدم من قبل نادي بايانغارا سولو وبرسيجا جاكارتا في بعض المباريات، استخدم الملعب في دورة الألعاب الآسيوية 2018، وبطولة آسيا للشباب تحت 19 عاما 2018.

## المباريات

### المباريات الدولية
| تاريخ          | منافسة     | فريق      | نتيجة | فريق    | حضور  |
| -------------- | ---------- | --------- | ----- | ------- | ----- |
| 2 سبتمبر 2017  | ودية دولية | إندونيسيا | 0–0   | فيجي    | 17518 |
| 4 سبتمبر 2017  | ودية دولية | إندونيسيا | 3-1   | كمبوديا |       |
| 25 نوفمبر 2017 | ودية دولية | إندونيسيا | 2-1   | غيانا   | 7491  |

### البطولات المستضافة
- بطولة آسيا للشباب تحت 19 عاما 2018

## معرض الصور

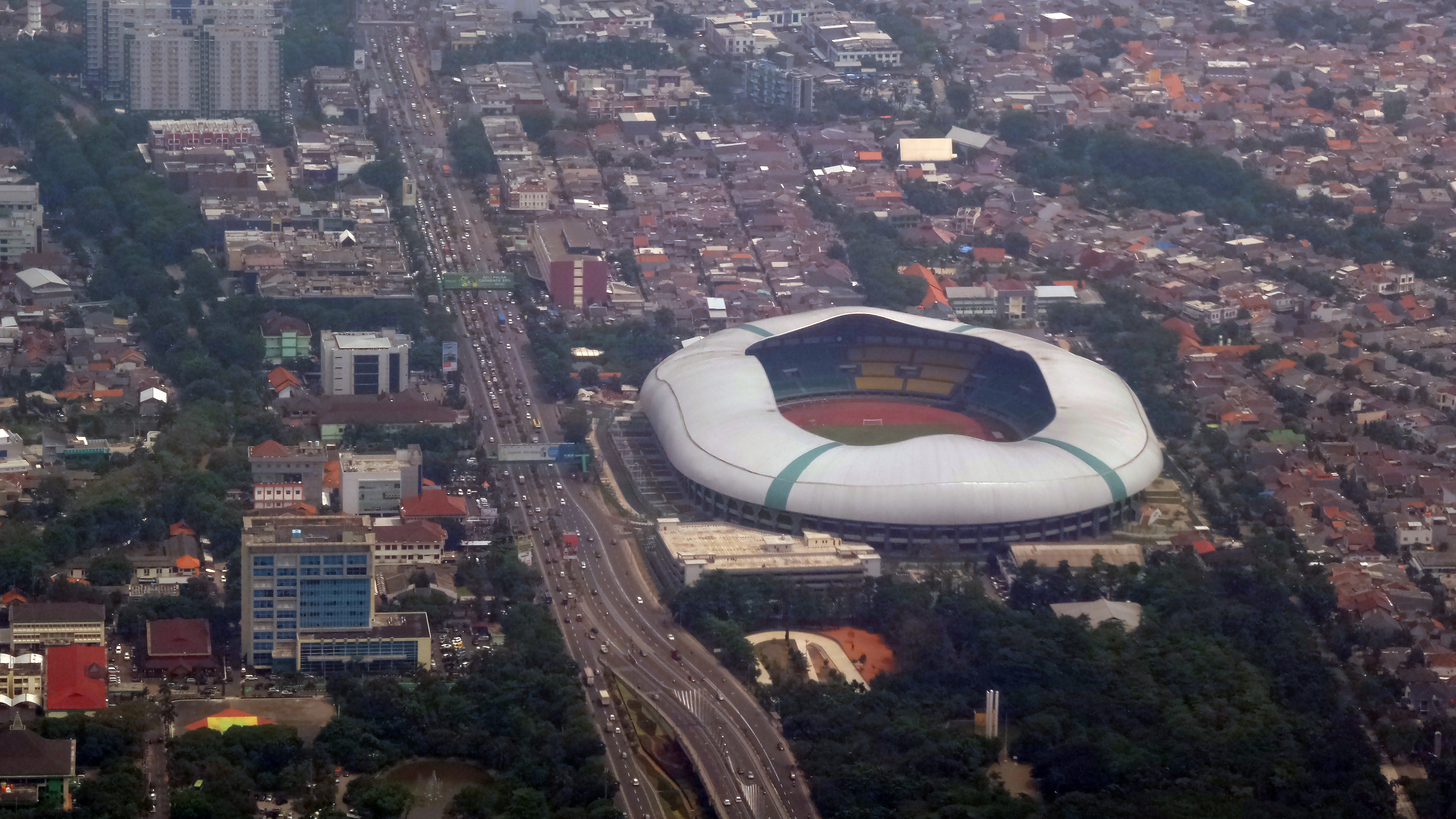
منظر جوي، 2016
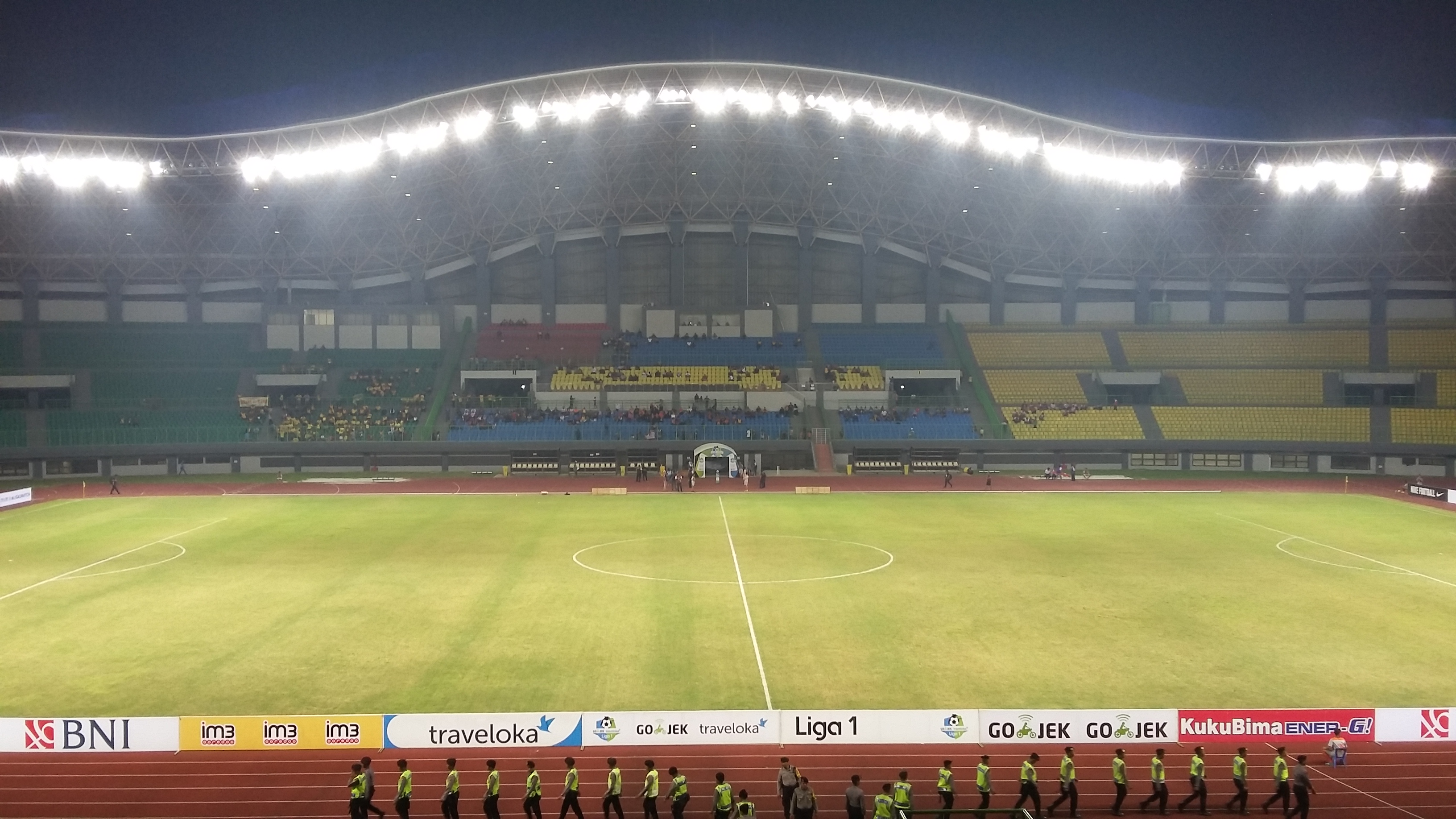
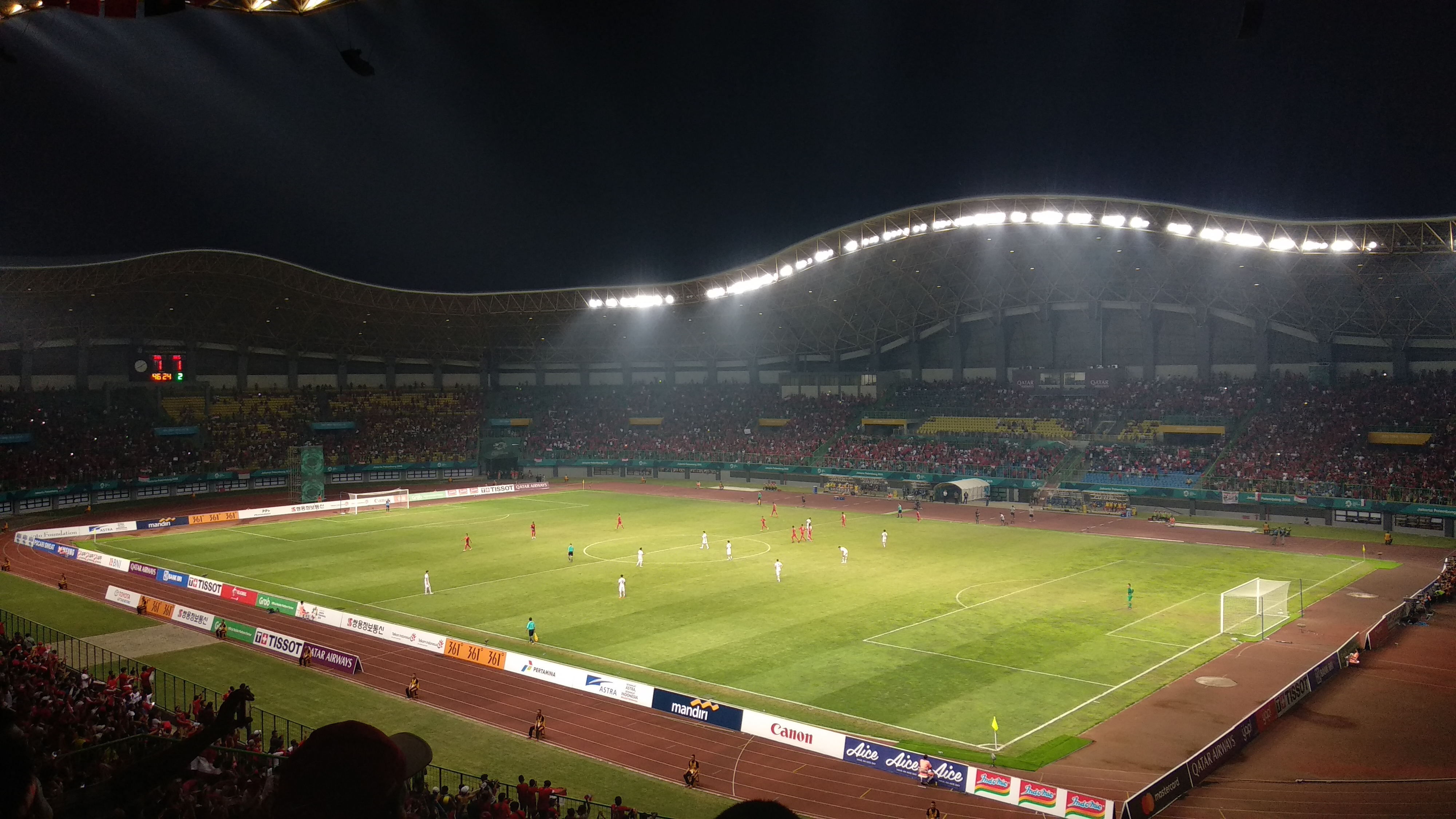
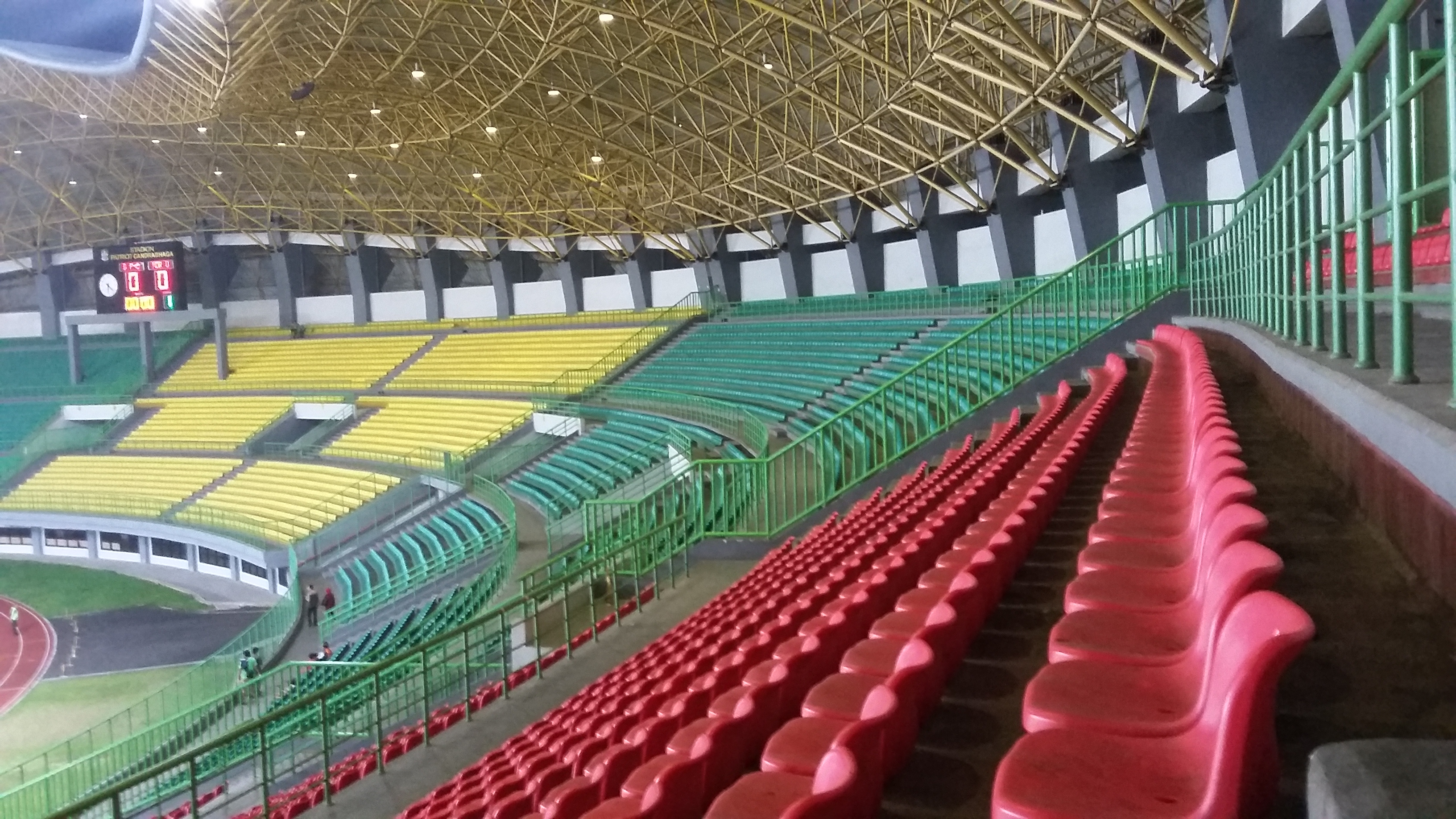